# Дневники М. М. Пришвина
Дневники М. М. Пришвина — фундаментальные и уникальные по объёму и достоверности записи наблюдений, образов и авторских мыслей известного писателя, которые он систематически вёл на протяжении почти пятидесяти лет — с 1905 по 1954 годы. Считаются уникальными как по объёму, хронологии и степени саморефлексии, так и по охвату всех ипостасей жизни человека и общества — в обыденном труде и творчестве, в мирной жизни и войне, в любви и религии.
Дневники в целом и в отдельных аспектах стали объектом многочисленных публикаций и исследований.

## История создания и сохранность дневников
Писатель начал вести дневник в 1905 году. Ранние записи соответствуют интересовавшим его в те годы темам. Сохранил он их не все.
Записи дневника 1914—1954 годов велись по хронологическому принципу и сохранились практически в полном объёме. Последнюю запись — накануне смерти — М. М. Пришвин сделал 15 января 1954 года.
Некоторые части дневника пропали в связи с внешними обстоятельствами. При первом полном издании в 1991 году считалось, что от дневника 1916 года сохранились лишь отдельные фрагменты. Однако в середине 2000-х годов при подготовке к печати тома «ранних дневников» их текст был обнаружен в  виде отдельной папки «Отдельные записи 1914–1916 гг.» и во втором издании 2007 года текст 1916 года был воспроизведён полностью. Ещё при жизни Пришвина пропал дневник «Нашествие Мамонтова», который он вёл в Ельце в 1919 году. Также утрачена тетрадь за апрель — первую половину июля 1933 года.
В 1909 году в селе Брыни Калужской области сгорел дом, в который Пришвин перевёз свою библиотеку и имущество. Вбежав в дом, он вынес только свои тетради: 

Так всё дочиста у меня сгорело, но волшебные тетрадки сохранились, и слова мои не сгорели.
Осенью 1941 года, уезжая из Москвы под Переславль-Залесский, 68-летний писатель забрал с собой только чемодан с рукописями дневников. В октябре 1941 года, когда при угрозе немецкого наступления Пришвину с женой пришлось участвовать в рытье противотанковых рвов, они заклеили дневники в резиновые мешки и спрятали их в лесу. Страницы дневника этого периода сохранили размышления писателя об причинах поражений в первые месяцы войны, о стремлении познать истинные намерения нацистов, о невозможности поверить в их «цель уничтожения славян» и о необходимости спасения личного творческого архива, «спасения слова» в условиях, когда в октябре 1941 года Москву охватили панические настроения, потому что даже «взятие немцами Москвы есть болотное событие, но не конец войны».
Заслуга сохранения дневников М. М. Пришвина принадлежит Валерии Дмитриевне Пришвиной (1899–1979), второй жене писателя, которая посвятила последнее двадцатипятилетие своей жизни подготовке их к опубликованию. В течение нескольких лет она расшифровала 120 тетрадей дневников. В 1969 году у В. Д. Пришвиной появился литературный секретарь Лилия Александровна Рязанова, ставшая впоследствии её наследником и продолжателем публикации дневников.

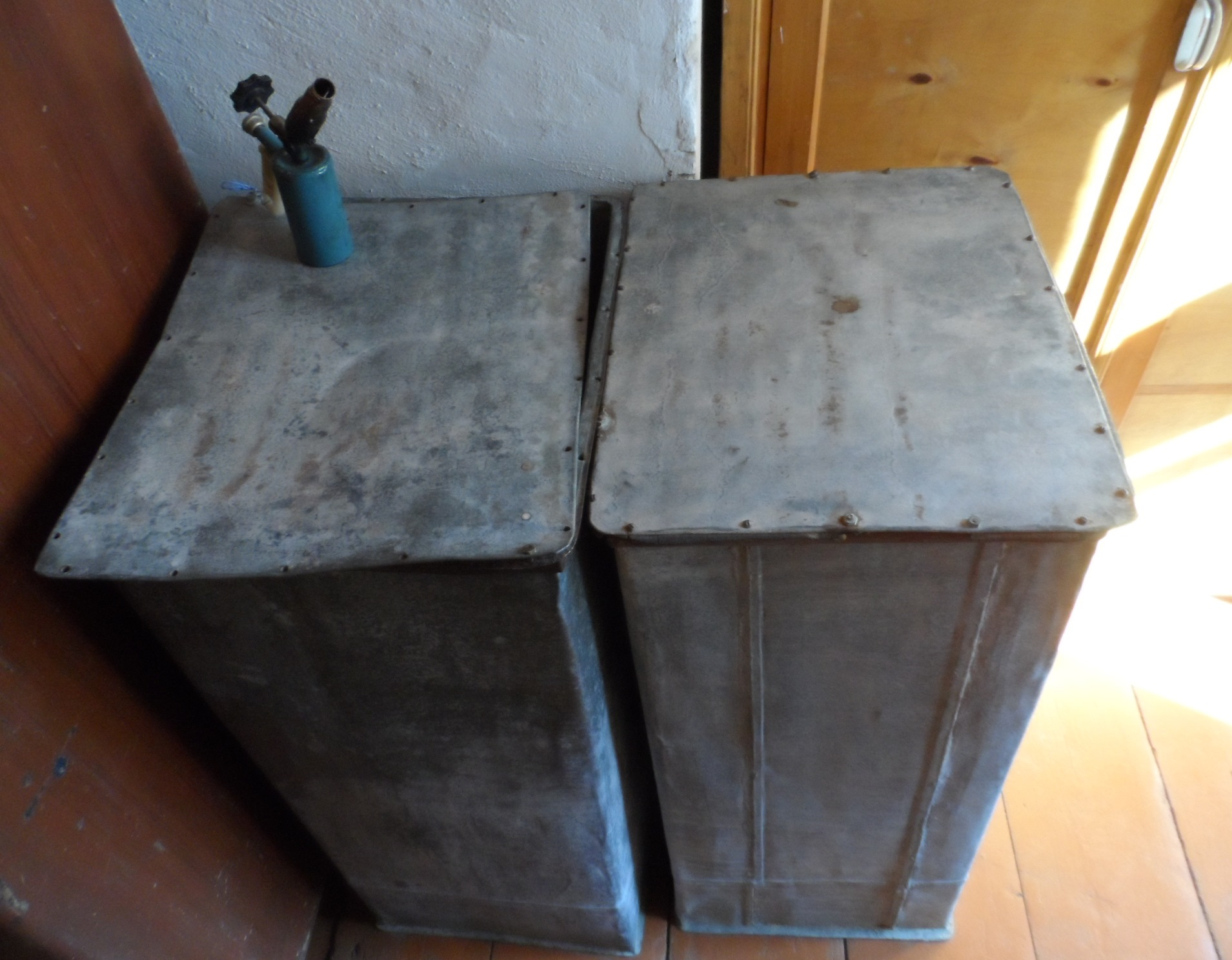
Оцинкованные ящики для сохранения рукописей дневников после смерти писателя

После кончины писателя по просьбе В. Д. Пришвиной были приготовлены цинковые ящики и паяльник, чтобы зарыть дневники в землю для сохранения в случае угрозы обыска и возможного их изъятия
.

## Процесс написания дневников
С записной книжкой Пришвин не расставался ни днём, ни ночью. В очерке «Мои тетрадки» Пришвин писал о сложившейся привычке записывать пережитое: 

Год за годом проходили, исписанная тетрадка ложилась на другую исписанную тетрадку… И не раз я очень многим рисковал, чтобы только спасти свои тетрадки.
Писатель не рассчитывал, что его истинные мысли станут известны широкому читателю. Он говорил: 

…за каждую строчку моего дневника — 10 лет расстрела.
21 октября 1941 года М. М. Пришвин записал в дневник: 

…мне кажется, что как бы ни был немец велик своими победами, меня лично и вообще лично русского ему никогда не победить.— Дневники. 1940—1941
Приводить в порядок свои дневниковые записи писатель начал во время эвакуации зимой 1941 года в ярославской деревне Усолье.

## Первые издания
В 1943 году из отобранных по обозначенным Пришвиным темам дневниковых записей была опубликована книга миниатюр «Лесная капель», про которую он написал: 

Я долго учился записывать за собой прямо на ходу и потом записанное дома переносить в дневник… Но только в последние годы эти записи приобрели форму настолько отчётливую, что я рискую с ней выступить».
В дополнительный 6-й том посмертного издания собрания сочинений М. М. Пришвина (1956—1957) с купюрами были включены дневники последних лет жизни писателя (1951—1954).
В. Д. Пришвиной были подготовлены к изданию, составленные из дневников последних лет по тому же принципу, который использовал писатель при отборе записей для «Лесной капели», книги «Глаза земли» (М.,1957) и «Незабудки» (Вологда, 1960; переработанное издание — М., 1969). Эти записи, «как сгустки мыслей, отвечают потребности современного человека в сильном и сжатом слове… Сгущённая мысль и есть стиль Пришвина, в частности в его дневниках».
В 1980-х годах избранные страницы дневников публиковались в разных изданиях.
В 8-томном издании сочинений (1982—1986) два тома целиком посвящены дневникам писателя. Читатели открыли для себя в этих дневниках огромную и напряженную духовную работу писателя, его непредвзятое мнение о современной ему жизни, размышления о смерти, о том, что останется после него на земле, о вечной жизни. Здесь же говорится, как он во время войны прятал дневники, закапывая их в землю, чтобы они не достались фашистам. Как в минуты отчаяния, слыша стрельбу, он пишет: «уж, быстрее бы, всё лучше чем ожидание»; здесь же он критикует советские радиосводки, не верит им, больше верит слухам, описывает горе ленинградцев, привезших детей, маленьких скелетиков, в эвакуацию под Ярославль. В этих дневниках, несмотря на редакторские сокращения, содержится такая правда, что заставляет переживать каждую мысль писателя, как глубокое и неожиданное откровение.
Позднее дневниковые записи писателя разных лет были опубликованы в журналах «Отечественные записки», «Октябрь», «Наше наследие» и других.

## Мнения: дневники как источник и существо творчества
Пришвин не первым использовал дневник как форму литературного творчества, но, по его собственным словам, «приспособил её к своей личности, и форма маленьких записей в дневник, быть может, лучше, чем всякая другая моя форма». В последние годы жизни он признал, что «главные силы свои писателя тратил на писание дневников» и рассматривал их, «как источник, вытекающий из самой души человека». Об этом же писала В. Д. Пришвина: «Душа человека в её сокровенных переживаниях — вот существо творчества Пришвина».
В своих записях он выступает не просто «певцом природы». Их лаконичная форма и предельная откровенность, относящаяся в том числе и к самым интимным переживаниям, не всеми была принята однозначно. Достаточно близкий Пришвину писатель И. С. Соколов-Микитов увидел в прочитанных в «Незабудках» отрывках его дневников излишнее самолюбование: 

Читал выдержки из дневника Пришвина. Игра словами и мыслями. Лукавое и недоброе. Отталкивающее самообожание. Точно всю жизнь в зеркальце на себя смотрелся».
Совершенно другую оценку дали прочитанным отрывкам К. А. Федин.
Несмотря на сокращения, они дают, они дают очень много для образа писателя… словно находишься где-то рядом с М. М. и вместе с ним обсуждаешь его темы, иногда споря с ним и потом вдруг соглашаясь с его возражениями. Этот разговор бесконечно увлекателен.К. А. Федин по поводу дневников за 1951—1954 гг.
и Б. Л. Пастернак
Я стал читать их и поражался, насколько афоризм или выдержка, превращенные в изречение, могут многое выразить, почти заменяя целые книги.Б. Л. Пастернак об отрывках из книги «Глаза земли»
Дневники Пришвина пронизаны идеей созидательной ценности творческих усилий человека: «Человек живёт и рождает новое, и от него остаётся навсегда то небывалое, что он рождает своим словом, делом, помышлением, поклоном или пожатием руки, или только улыбкой посылаемой». На фоне поистине апокалипсического характера переживаемых событий и связанных с ними страданий и выводов писатель сохранил оптимистическое мироощущение: «…пусть страдания, а я буду вестником радости».
В своих дневниках М. М. Пришвин неоднократно говорит, что считает себя коммунистом, считает, что именно коммунизм способен вывести людей и Землю к светлому завтра, ищет этому примеры из жизни. В то же время в последних записях писатель очень сильно тревожится возможной новой войной и возможным ядерным апокалипсисом.
В. М. Песков считал, что дневники Пришвина — 
это запись событий, встреч, происшествий, интересных наблюдений природы, но, главное, это постоянная работа ума, осмысленье всего увиденного, определенье своей позиции в происходящем.В. М. Песков  о «главной книге» Пришвина
Дневниковые записи выражают уверенность Пришвина в неизбежном возврате «весны света» и в оздоравливающем воздействии природы на человека. Последними строками больного писателя, записанными в тетрадь за несколько часов до смерти, стали: «Деньки, вчера и сегодня (на солнце –15) играют чудесно, те самые деньки хорошие, когда вдруг опомнишься и почувствуешь себя здоровым».
Писатель и филолог, биограф Пришвина А. Н. Варламов назвал его дневниковые записи «великим Дневником» и написал, что это «книга с самым широким содержанием, рассчитанная на будущее прочтение… Дневник представлял собой некую параллельную его собственно художественным текстам литературу и находился с последней в постоянном диалоге».

## Полное издание дневников
Только в 1991 году, после отмены цензуры, была начата публикация полного текста всех сохранившихся дневников. В их текстологической подготовке к изданию принимали участие Л. А. Рязанова, Я. З. и В. Ю. Гришины.
В различных издательствах Москвы и Санкт-Петербурга были изданы:
- Дневники. Ранний дневник. 1905—1913 — СПб.: Росток, 2007. — 800 с. (2-е изд.. — СПб.: Росток, 2019. — 800 с.)
- Дневники. 1914—1917 — М.: Московский рабочий, 1991. — 432 с. (2-е изд., доп. — СПб.: Росток, 2007. — 608 с.)
- Дневники. 1918—1919 — М.: Московский рабочий, 1994. — 384 с. (2-е изд., испр. — СПб.: Росток, 2008. — 560 с.)
- Дневники. 1920—1922 — М.: Московский рабочий, 1995. — 336 с. (2-е изд., испр. — СПб.: Росток, 2016. — 494 с.)
- Дневники. 1923—1925 — М.: Русская книга, 1999. — 416 с. (2-е изд., испр. — СПб.: Росток, 2009. — 560 с.)
- Дневники. 1926—1927 — М.: Русская книга, 2003. — 590 с. (2-е изд., испр. — СПб.: Росток, 2018. — 832 с.)
- Дневники. 1928—1929 — М.: Русская книга, 2004. — 544 с. (2-е изд., испр. — СПб.: Росток, 2020. — 744 с.)
- Дневники. 1930—1931 — СПб.: Росток, 2006. — 704 с. (2-е изд., испр. — СПб.: Росток, 2023. — 704 с.)
- Дневники. 1932—1935 — СПб.: Росток, 2009. — 1008 с.
- Дневники. 1936—1937 — СПб.: Росток, 2010. — 992 с.
- Дневники. 1938—1939 — СПб.: Росток, 2010. — 608 с.
- Дневники. 1940—1941 — М.: РОССПЭН, 2012. — 880 с. (2-е изд., испр., доп. — СПб.: Росток, 2019. — 912 с.)
- Дневники. 1942—1943 — М.: РОССПЭН, 2012. — 816 с.(2-е изд. — СПб.: Росток, 2021. — 816 с.)
- Дневники. 1944—1945 — М.: Новый хронограф, 2013. — 933 с.(2-е изд., испр. — СПб.: Росток, 2022. — 932 с.)
- Дневники. 1946—1947 — М.: Новый хронограф, 2013. — 968 с. (2-е изд., испр. — СПб,: Росток, 2023. — 928 с.)
- Дневники. 1948—1949 — М.: Новый хронограф, 2014. — 824 с.
- Дневники. 1950—1951 — СПб.: Росток, 2016. — 736 с.
- Дневники. 1952—1954 — СПб.: Росток, 2017. — 832 с.

По оценкам издателей, объём дневников втрое превышает объём произведений Пришвина в других жанрах творчества.
За подготовку и реализацию проекта издания дневников М. М. Пришвина группа литературоведов — сотрудников музея-усадьбы писателя Дунино была удостоена в 2011 году премии имени Александра Блока, учреждённой журналом «Наше наследие».